# Luehdorfia puziloi
Luehdorfia puziloi är en fjärilsart som först beskrevs av Nicolas Grigorevich Erschoff 1872.  Luehdorfia puziloi ingår i släktet Luehdorfia och familjen riddarfjärilar. Inga underarter finns listade i Catalogue of Life.

## Bildgalleri

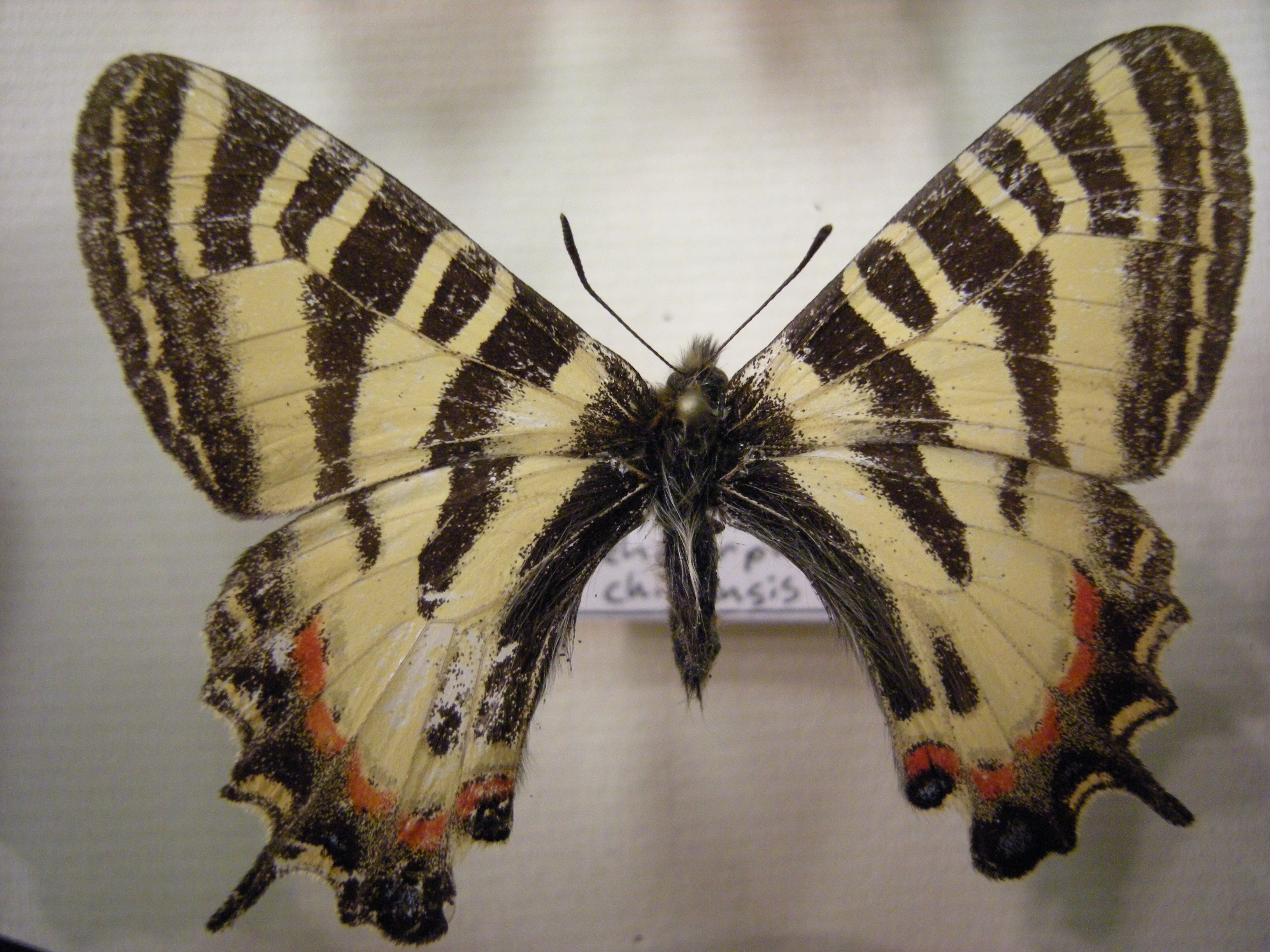
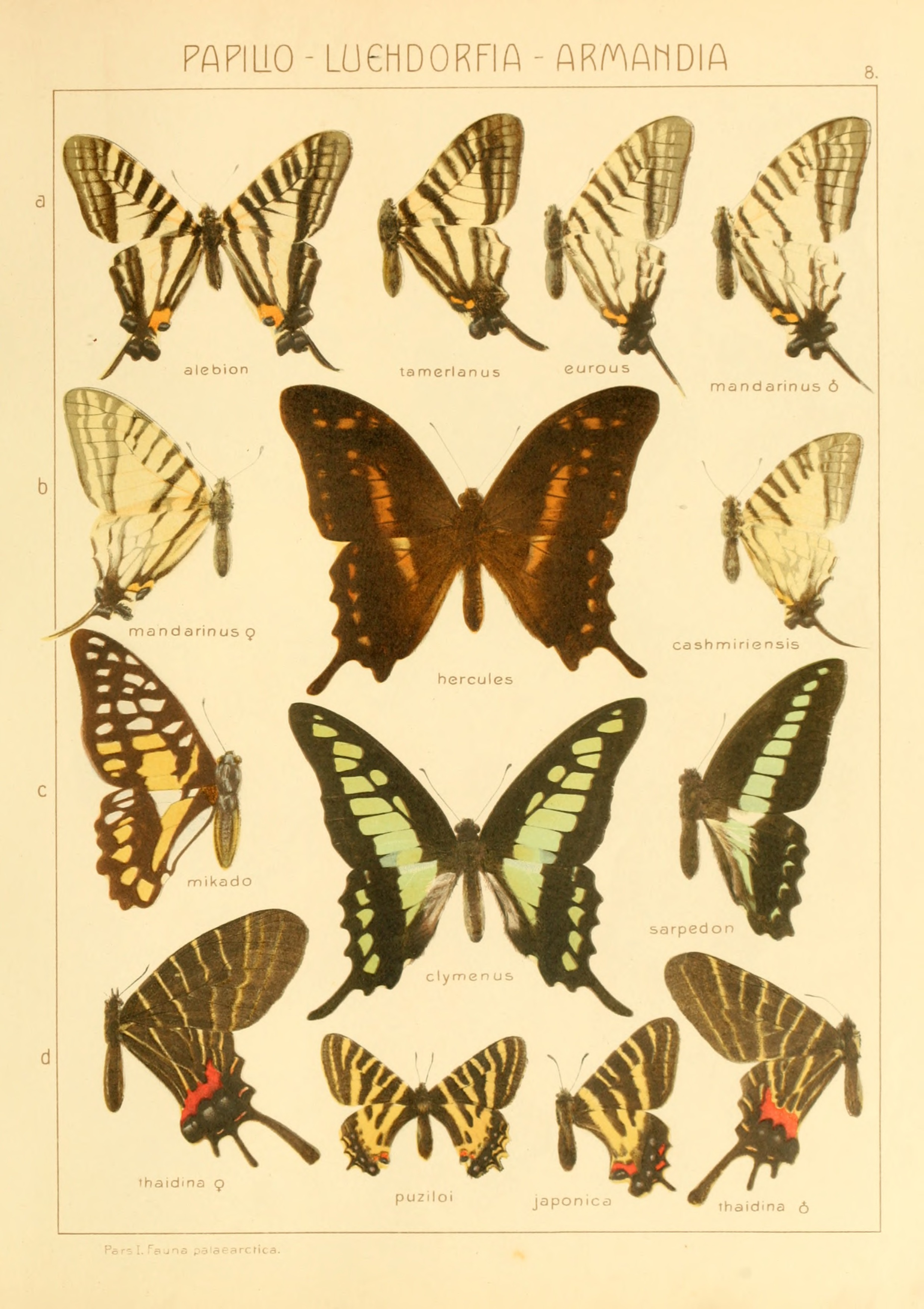